# Années 820
Les années 820 couvrent la période de 820 à 829.

## Événements

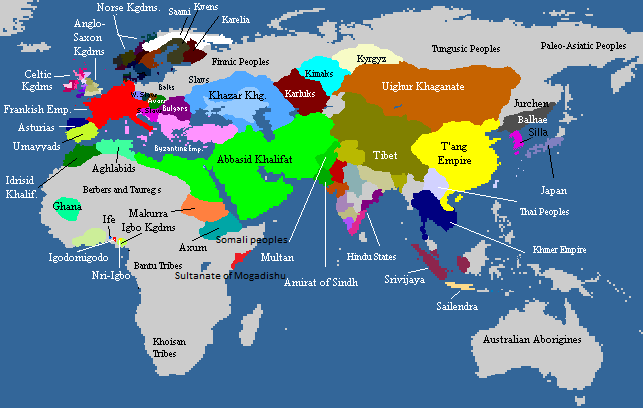
Le monde en 820.

- Vers 820 : construction du bateau viking d'Oseberg, utilisé comme sépulture en 834[1].
- 820 : premier raid viking contre la future Normandie et tentative pour remonter la Seine qui se solde par un échec.
- 820-872 : dynastie des Tahirides en Iran avec Boukhara comme capitale[2].
- 821/822 : le traité de paix sino-tibétain de Chang'an reconnaît l'indépendance du Tibet[3].
- 822-829 : première série d’attaques des Vikings norvégiens sur les côtes d’Irlande[4].
- 822 : arrivée à Cordoue du musicien Ziryab (789-857), élève et rival du musicien de la cour de Bagdad Ishak al-Mawsili. Il introduit le Oud (luth arabe) à cinq cordes et crée un conservatoire où s’affirmera la musique arabo-andalouse. Promoteur des modes nouvelles, il ouvre un institut de beauté et établit un calendrier de la mode[5].
- Vers 825 : mention des îles Féroé dans le Liber de mensura orbis terrae écrit par le moine irlandais Dicuil. La saga des Féroïens date à la même époque l'installation supposée du premier colon de l'archipel, Grímr Kamban[6]. Des traces archéologique de grandes bâtisses construites en bois venu de Norvège découvertes à Funningur attestent de cette première colonisation.
- 824 -827/828  : conquête de la Crète par des Arabes d'Espagne, conduits par Abou Hafs[7].
- 825-830 : guerres pour la suprématie en Angleterre ; après sa victoire à Ellendun, Egbert de Wessex met fin à la suprématie de la Mercie et parvient à contrôler le Kent, le Sussex et l'Essex. Après une nouvelle campagne victorieuse contre la Mercie en 829, il reçoit la soumission de la Northumbrie et des Gallois en 830[8].
- 826-829 : crise pour la succession de Louis le Pieux[9].
- 827-831 : première phase de la conquête de la Sicile par les Arabes[10].

## Personnages significatifs
- Abd al-Rahman II
- Adalard de Corbie
- Al-Mamun
- Anschaire de Brême
- Bernard de Septimanie
- Princesse Dhuoda
- Egbert de Wessex
- Eneko Arista
- Eugène II
- Ebon de Reims
- Lothaire Ier
- Louis le Pieux
- Michel II (empereur byzantin)
- Muhammad ibn Mūsā al-Khuwārizmī
- Wala (conseiller)
- Ziriab